# Hohes Kreuz
Hohes Kreuz is een gemeente in de Duitse deelstaat Thüringen, en maakt deel uit van de Landkreis Eichsfeld.
Hohes Kreuz telt 1.269 inwoners.

## Plaatsen in de gemeente Hohes Kreuz
- Bischhagen
- Mengelrode
- Siemerode
- Streitholz